# Семёнов, Георгий Васильевич
Георгий Васильевич Семёнов (1902—1976) — советский специалист льняной промышленности, Герой Социалистического Труда (1966), Заслуженный работник промышленности БССР (1972), Почётный гражданин г. Орша (1972).

## Биография
Родился 4 апреля 1902 года в деревне Кочнево Судогодского уезда Владимирской губернии Российской империи.
Работать начал в 12 лет, когда стал рабочим фабрики в городе Вязники. Спустя годы стал директором этой фабрики, а после и заместителем управляющего льнотрестом.
В 1941 году завершил учёбу во Всесоюзной промышленной академии, после чего был направлен на работу директором Оршанского льнокомбината?
(непонятно каким образом, ведь Орша в 1941-44 годах была под оккупацией) Находился в этой должности 30 лет (1941—1955 и 1956—1972). Внёс значительный вклад в восстановление льнокомбината после войны. За то время, когда Семёнов был директором предприятия, построен жилой комплекс для текстильщиков, а Оршанский льнокомбинат стал одним из крупнейших предприятий БССР и Советского Союза.
В 1955—1956 годах был заместителем министра текстильной промышленности Белорусской ССР. Также избирался депутатом Верховного Совета Белорусской ССР 4-5-го созывов, делегатом XXIII съезда КПСС и ряда съездов Компартии Белоруссии.
Умер 14 мая 1976 года в Орше.

## Память
Именем Г. В. Семёнова назван Оршанский государственный профессиональный лицей текстильщиков, а также улицы в Орше и в селе Стёпанцево Вязниковского района Владимирской области.
Ежегодно в городе Орша проводятся республиканские соревнования по велоспорту имени Семёнова.
Мосту через реку Днепр по улице Юрия Бобкова в городе Орша присвоено наименование «Мост имени Семёнова Георгия Васильевича» (белор. Мост імя Сямёнова Георгія Васільевіча).

## Награды
- Герой Социалистического Труда (1966, за выдающиеся заслуги в выполнении заданий семилетнего плана и достижение высоких технико-экономических показателей по производству тканей, трикотажа, обуви, швейных изделий и другой продукции лёгкой промышленности)
- Два Ордена Ленина
- Орден Октябрьской Революции
- Почётная грамота Верховного Совета БССР
- Заслуженный работник промышленности Белорусской ССР (1972)
- Почётный гражданин города Орша (1972)
- Отличник физической культуры (1955[4])